# Luciana Delabarba
Luciana Delabarba (Glew (Provincia de Buenos Aires), 29 de marzo de 1997) es una jugadora de baloncesto argentina que juega tanto en la posición de base como de alera. Fue campeona de la Liga Femenina de Básquetbol en dos oportunidades, además de formar parte de la Selección femenina de básquetbol de Argentina, con la que logró la medalla de plata en el Campeonato Sudamericano de Baloncesto Femenino de 2022.

## Biografía
Comenzó a jugar al básquetbol a los siete años en Defensores de Glew, para a los 14 años pasar al club Temperley, con el que jugó sus primeros torneos metropolitanos. De Temperley fue transferida al Deportivo Berazategui, con el que ganó el torneo Clausura 2018 de la Liga Femenina de Básquetbol. Ese mismo año pasó a defender la camiseta del club Quimsa de Santiago del Estero, con el que repitió el título de la LFB en el Clausura 2019. Más tarde defendió la camiseta del Club Atlético Lanús para en septiembre de 2022 incorporarse al Club Obras Sanitarias de la Nación. Sorpresivamente el 16 de marzo de 2023, a dos días de disputar la segunda final de la conferencia sur de la Liga Femenina, la jugadora anunció a través de sus redes sociales que había sido desafectada del plantel de Obras para lo que restase de la temporada. Tras un año y medio de inactividad, en septiembre de 2024 se anunció su fichaje por parte de El Talar para disputar la Liga Femenina de Básquetbol 2024-25.Con este equipo se consagró campeona del torneo apertura, recibiendo el galardón individual a jugadora más valiosa tras anotar 45 puntos, 7 triples, 13 rebotes y cinco recuperaciones en la final.Tras la reanudación del campeonato, y tras sumar 21 puntos en un partido contra Rocamora en febrero de 2025, llegó a la marca de los 1500 puntos anotados en la Liga. En ese mismo torneo logró superar la marca histórica de triples en un mismo partido de Liga Femenina, hasta ese momento en manos de Marta Tudanca, Malena Velasco Sosa, Carolina Sánchez, Tainá Da Paixão, Laila Raviolo y de la propia Luciana Delabarba (durante la final del Apertura 2024), tras anotar 8 triples en 13 intentos en un encuentro de cuartos de final frente a Deportivo Berazategui.

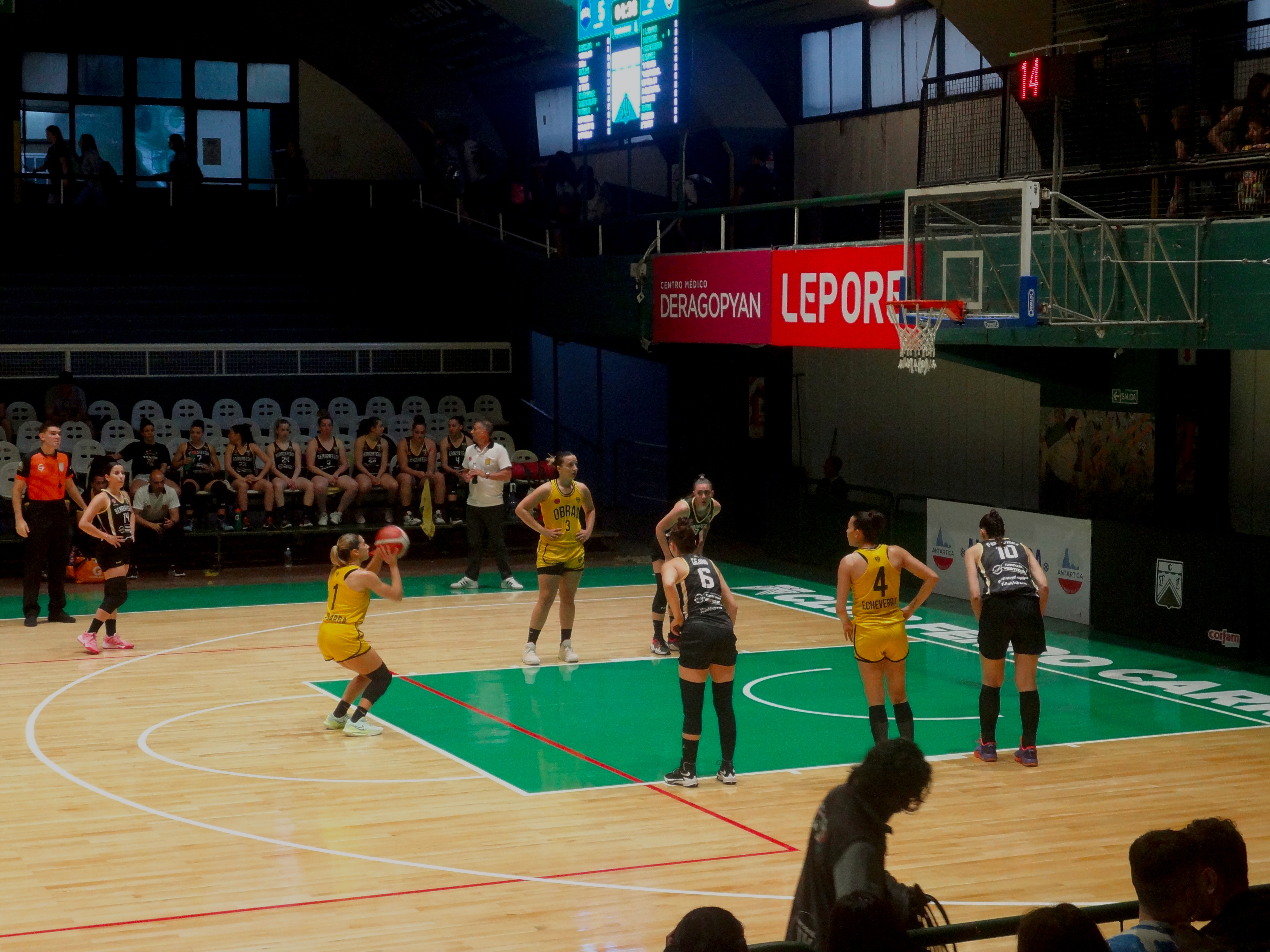
Delabarba en 2022 lanzando un tiro libre para el Club Obras Sanitarias

### Selección nacional
Comenzó a integrar los seleccionados juveniles en el año 2012, cuando participó del Campeonato Sudamericano Sub-15 en Caracas, Venezuela. También participó del Campeonato FIBA Américas Sub-16 de 2013 y del Campeonato Mundial Sub-19 de 2015. En mayores, participó de la Americup 2019, donde a nivel personal hizo un aporte promedio de 8 puntos, 2,8 rebotes y 2,6 asistencias en cinco partidos. Una lesión la dejaría afuera de la Americup 2021, donde tras una serie de contagios de COVID-19, finalmente el equipo fue descalificado por no contar con la cantidad mínima de jugadoras en condiciones. En el Campeonato Sudamericano de 2022 consiguió la medalla de plata junto a la selección, finalizando en el quinteto ideal del certamen con un promedio de 15,4 puntos (55.5% de efectividad en triples), 1,2 rebotes, 1,4 asistencias, 1,6 robos y 12,2 de valoración por partido. En este torneo fue señalada por la prensa y la organización del torneo como una de las participantes más destacadas, alzándose con el premio a la mejor jugadora del partido en todos los encuentros que jugó, a excepción de la final.
En mayo de 2023 anunció que por motivos personales no formaría parte del elenco de la selección nacional para la AmeriCup de 2023. En junio de 2025 retornó al combinado nacional con miras a disputar la FIBA AmeriCup femenina, pero una lesión la dejó fuera del torneo días antes de comenzar.
Asimismo, participó en la Copa Mundial femenina de Baloncesto 3x3 Sub-23 de 2018, donde el equipo llegó a los cuartos de final.

## Trayectoria
- Club Atlético Temperley
- Deportivo Berazategui
- Quimsa
- Club Atlético Lanús
- Club Obras Sanitarias de la Nación (2022-)

## Palmarés

### Clubes
- Campeona - Deportivo Berazategui - Torneo Federal Femenino de Básquetbol 2016[20]
- Campeona - Deportivo Berazategui - Liga Femenina de Básquetbol - Clausura 2018[1]
- Campeona - Quimsa - Liga Femenina de Básquetbol - Clausura 2019[1]
- Campeona - Club El Talar - Liga Femenina de Básquetbol 2024-25 (Torneo Apertura)[21]

### Selección
- Subcampeona - Campeonato Sudamericano de Baloncesto Femenino de 2022[22]

### Distinciones individuales
- Máxima goleadora y mejor escolta del Campeonato Sudamericano de Baloncesto Femenino de 2022.[1][23][24]
- Jugadora más valiosa - Liga Femenina de Básquetbol 2024-25 (Torneo Apertura)